# Michelle Brandstrup
Michelle Brandstrup (født 24. september 1987 i Mårslet) er en dansk tidligere håndboldspiller, der sluttede sin karriere som højre back i Ringkøbing Håndbold.
Brandstrup fik sin indledende håndboldopdragelse i barndomsklubben TMG i Mårslet, inden hun via blandt andet Brabrand IF i 2009 fik kontrakt med det norske eliteserie-hold Våg Vipers. Her fik hun snart en betydende rolle og spillede i fire sæsoner, inden hun vendte hjem til Danmark til en treårig kontrakt med ligaholdet Vejen EH. Imidlertid gik denne konkurs efter Brandstrups første sæson i klubben, og hun måtte se sig om efter en anden klub. Valget faldt på Ligaoprykkerne fra Ringkøbing, som hun nu spiller for.
I januar 2020 bekendtgjorde hun, at hun ville afslutte sin karriere efter den indeværende sæson, hvilket blev tidligere end ventet på grund af COVID-19-krisen.
Hun blev alligevel overtalt til at fortsætte i den følgende sæson, men bekendtgjorde samtidig, at hun ville stoppe efter denne sæson (pr. 30. juni 2021).